# Por tu amor
Por tu amor es una telenovela mexicana, producida por Angelli Nesma Medina para Televisa en 1999. Es la adaptación de la telenovela mexicana El otro de Caridad Bravo Adams y producida por Ernesto Alonso en 1960. Está adaptada por Gabriela Ortigoza y dirigida por Luis Eduardo Reyes, Alfredo Gurrola y Lily Garza.
Está protagonizada por Gabriela Spanic, Saúl Lisazo y como antagonista a Katie Barberi,con las actuaciones estelares de Gerardo Murguía, Roberto Vander, Margarita Magaña, Irán Eory y Joaquín Cordero.

## Argumento
A un pequeño pueblo costero llamado San Carlos llega un adinerado y apuesto hombre llamado Marco Durán, en parte para consolidar sus negocios en la zona y en parte para alejarse de Miranda Narváez, su obsesiva e inestable exnovia. María del Cielo Montalvo es una joven bella y de gran gusto, cuya fuerza de carácter despierta la admiración de todos los hombres del sector y el amor a primera vista de Marco quien no duda en pedir su mano inmediatamente tras verla por primera vez. Ella es la mujer que él siempre ha soñado; sin embargo, para Cielo no es más que otro hombre como muchos que ha venido a envenenar con su dinero la tranquila vida de San Carlos y no disimula el desprecio que siente por él, siendo además una mujer comprometida con Sergio Zambrano, su novio de toda la vida.
Sin embargo, Brisa, hermana adolescente de Cielo, siempre ha amado a Sergio y en una oportunidad que ambos están solos le confiesa sus sentimientos, y Sergio en un arrebato de lujuria acepta sus proposiciones y toma la virginidad de Brisa siendo presa del arrepentimiento de inmediato. Cielo, enterada de esto, decide hacer a un lado sus sentimientos en favor de los caprichos y honra de su hermana, por lo que obliga a Sergio a que asuma su responsabilidad y se case con ella; este matrimonio no es del agrado de Adelaida, la madre de Sergio, que odia a Brisa y desde el primer momento se dedicará a hacer de su vida un infierno.
Para asegurarse de no ser un motivo para que Sergio evada el compromiso, Cielo hace un trato con Marco: aceptará contraer matrimonio con él y vivir en sus tierras a cambio de que el matrimonio no se consume íntimamente y que en un año le otorgue el divorcio, razonando que será tiempo suficiente para que Sergio se resigne. Marco acepta bajo la condición de que le sea completamente fiel durante el matrimonio, confiando en que en ese plazo logrará ganar su corazón; sin embargo, la noche de su boda sorprende a Sergio besando a Cielo por la fuerza y creyendo que ha faltado a su promesa pierde toda buena disposición hacia ella, cayendo ambos tras esto en una relación llena de discusiones y conflictos infantiles.
A medida que pasan las semanas las cosas comienzan a cambiar, y Marco descubre en ella una mujer de carácter fuerte y firme que junto a su noble corazón está dispuesta a cuidar los intereses de su marido, proteger su patrimonio y a los amigos y empleados que lo rodean; mientras que Cielo descubre en él a un hombre honesto y amable de origen humilde que ha sabido superar la pobreza y las injusticias para abrirse camino en los negocios y hacer fortuna a costa de su sudor y sangre, naciendo en ellos sentimientos de respeto, admiración y amor que poco a poco los poseerán completamente.
A pesar de todo, los problemas se presentan con la presencia de Miranda, quien no ha olvidado su obsesión con Marco y hará cosas inimaginables por separarlo de Cielo. También será un obstáculo Sergio, quien a pesar de estar casado con Brisa no se resigna a perder a la mujer que ama por lo que él ve como un simple error, y así ambos harán lo que esté a su alcance para lograr separar a la pareja.

## Elenco
- Gabriela Spanic - María del Cielo Montalvo Arizmendi / Aurora Arizmendi de Montalvo
- Saúl Lisazo - Marco Durán
- Katie Barberi - Miranda Narváez
- Gerardo Murguía - Dr. Sergio Zambrano
- Roberto Vander - Nicolás Montalvo Gallardo
- Irán Eory - Paz Gallardo Vda. de Montalvo "Mamá Paz"
- Margarita Magaña - Brisa Montalvo Arizmendi
- Joaquín Cordero - Lázaro Robledo
- Lourdes Munguía - Alma Ledesma de Higueras / Mayra Rivas
- Alfonso Iturralde - Rafael Luévano
- Norma Lazareno - Adelaida Zambrano
- Mauricio Aspe - René Higueras Ledesma
- Aitor Iturrioz - Agustín Higueras Ledesma
- Adriana Nieto - Abigail Parra
- Claudio Báez - Luciano Higueras
- Jorge Poza - David Parra
- Yadira Santana - Raquel Parra
- Roberto Ballesteros - Sandro Valle
- Isaura Espinoza - Alejandra Avellán de Robledo
- Gabriela Goldsmith - Sonia Narváez
- Lourdes Reyes - María Fernanda "Marifé" Cifuentes Álvarez
- Guillermo Aguilar - Padre Ponciano
- Gerardo Albarrán - Julián Leyva
- Sergio Sánchez - Don Eliseo Cifuentes
- Maleni Morales - Carlota Álvarez de Cifuentes

## Equipo de producción
- Historia original - Caridad Bravo Adams
- Adaptación - Gabriela Ortigoza
- Edición literaria - Ricardo Fiallega, Juan Carlos Tejeda
- Asesoras literaria - Carmen Sepúlveda, Begoña Fernández
- Escenografia y ambientación - María de los Ángeles Márquez, Patricia de Vincenzo, Elizabeth Lozano
- Diseño de vestuario - Janette Villagómez, Olivia Alva Pulido
- Tema central - Por tu amor
- Letra, música y arreglos - Jorge Avendaño
- Intérprete - Charlie Zaa
- Musicalizador - Mario Barreto
- Editor - Alfredo Juárez
- Jefe de producción - Olga Rodríguez
- Jefe de producción en locación - Valentín Rodríguez
- Gerente de producción - Silvia Cano
- Coordinador de producción - Ignacio Alarcón
- Director de arte - Juan José Urbini
- Director de diálogos - Benjamín Pineda
- Asistentes de dirección de cámaras - Jorge Amaya, Octavio Sánchez
- Asistentes de dirección de escena - Sonia Pérez, Alberto Castellanos
- Productora asociada - María de Jesús Arellano
- Director de cámaras en locación - Roberto Soldevilla
- Directora de escena en locación - Lily Garza
- Director de cámaras - Gilberto Macín
- Directores de escena - Luis Eduardo Reyes, Alfredo Gurrola, Lily Garza
- Productora ejecutiva - Angelli Nesma Medina

## Premios y nominaciones

### Premios TVyNovelas 2000
| Categoría            | Nominado(a)     | Resultado |
| -------------------- | --------------- | --------- |
| Mejor primera actriz | Irán Eory       | Nominada  |
| Mejor primer actor   | Joaquín Cordero | Nominado  |
| Mejor actor joven    | Aitor Iturrioz  | Nominado  |

## Versiones
- El otro, novela mexicana de la autora y guionista Caridad Bravo Adams publicada por editorial Diana en 1951; fuente de inspiración para las adaptaciones posteriores.[1]
- Orgullo de mujer, película mexicana de 1956, dirigida por Miguel M. Delgado y protagonizada por Elsa Aguirre y Eduardo Fajardo, primera adaptación del libro de Caridad Bravo Adams.[2]
- El otro, primera adaptación en formato de telenovela producida por Televisa en 1960 de la mano de Ernesto Alonso, dirigida por Germán Robles y protagonizada por Julio Alemán y Amparo Rivelles.
- El otro, adaptación peruana de 1962 de la telenovela mexicana homónima con Ricardo Blume y Teté Rubina.